# 蒲池
蒲池
1. 福岡県柳川市にある地域の地名。読みは「かまち」。本章で述べる。
2. 愛知県の常滑地域にある地名。読みは「かばいけ」。蒲池駅 (愛知県)など。

蒲池（かまち）は、福岡県柳川市にある地域の地名である。現在は東蒲池と西蒲池に分かれている。筑後を統轄した筑後十五城筆頭大名である蒲池氏発祥の地であり、その蒲池（かまち）姓の由来地である。

## 歴史
蒲池は、柳川地方で初めて人が居住した地域とされ、約2千数百年前の弥生土器が出土しており、その頃から、この地域で稲作が始まったと推定されている。

古代から平安時代以前は、多氏一族の火国造肥公一族の後裔が居住。

平安時代末期は蒲池城を建てた大宰権帥の橘公頼の子の橘敏通の子孫である大宰府府官の筑後橘氏が領主となる。

鎌倉時代から室町時代初期までは嵯峨源氏の源久直（蒲池久直）を祖とする蒲池氏の、室町時代中期から戦国時代の終わり頃までは、その名跡と遺領を継いだ筑後宇都宮氏の蒲池久憲を祖とする蒲池氏の領地。安土桃山時代は田中氏の、江戸時代は立花宗茂を藩祖とする立花氏の柳川藩の藩領。

## 史跡など
蒲池氏に関係したものが多い。
- 蒲池城跡之碑
- 崇久寺（蒲池氏菩提寺）
- 三島神社（蒲池氏の氏神）

## 交通
西鉄天神大牟田線・蒲池駅

## 教育
- 蒲池小学校
- 蒲池中学校